# Badminton bei den European Masters Games 2015
Bei den European Masters Games 2015 wurden elf Badmintonwettbewerbe ausgetragen. Die Spiele fanden vom 1. bis zum 11. Oktober in Nizza statt.

## Medaillengewinner
| Veranstaltung              | Gold               | Silber                     | Bronze            |
| -------------------------- | ------------------ | -------------------------- | ----------------- |
| Herreneinzel 35+           | Oliver Colin       | Tihomir Kirov              | Momchil Valov     |
| Herreneinzel 40+           | Peter Kreulitsch   | Armin Kreulitsch           | Zhivko Dimitrov   |
| Herreneinzel 45+           | Patrik Johansson   | Laurent Calamel            | Yasen Radev       |
| Herreneinzel 50+           | Heinz Roesch       | Evgeny Poludkin            | Garth D'Abreu     |
| Herreneinzel 55+           | Michel Chanteur    | Jean-Yves Breard           | Olivier Kirsch    |
| Herreneinzel 60+           | Kaneson Sethuraman | Ole Kristian Frog          | Hristo Mihalev    |
| Herreneinzel 65+, 70+, 75+ | Carl Nybergh       | Colin Hepburn              | Jacques Le Guen   |
| Dameneinzel 35+, 40+       | Alina Mihaela Popa | Laurence Andreoletti       | Heather Dart      |
| Dameneinzel 45+, 50+       | Susanne Swoboda    | Virginia Chariandy-Balwant | Maryvonne Bichard |
| Dameneinzel 55+, 60+       | Irina Shalmanova   | Tamara Cotlear             | Irina Zakharova   |
| Dameneinzel 65+, 70+       | Helga Peeck        | Sally Grennell             | Galina Gorovaia   |